# Monte Kinabalu
El monte Kinabalu (en malayo Gunung Kinabalu) es una destacada montaña de Malasia, en el Sudeste Asiático. Se encuentra en el parque nacional de Kinabalu (declarado Patrimonio de la Humanidad en 2000) en el estado de Sabah situado en Malasia Oriental, que ocupa la zona septentrional de Borneo, en el trópico. Es la mayor montaña de Insulindia. Tiene una altura de 4095 m s. n. m. por lo que es el punto más alto de Malasia.

## Historia
Fue escalado por primera vez en 1851 por el inglés Hugh Low, quien le dio su nombre a la cumbre, y cuarenta y dos portadores. En su viaje recogió un gran número de muestras vegetales que concentraron la atención científica mundial en dicha formación y sus especies.

## Características
En función de los pisos térmicos, el monte presenta cuatro hábitats. En sentido ascendente se encuentran los bosques lluviosos tropicales de planicie y colina, los tropicales de montaña y, a mayor altura, subalpinos con matorral de hoja perenne. Cerca de la cima sólo crecen hierbas y arbustos poco desarrollados.